# ポイズンローズ
『ポイズンローズ』（The Poison Rose）は、2019年のアメリカ合衆国のスリラー映画。監督はジョージ・ギャロとフランチェスコ・チンクェマーニ、出演はジョン・トラヴォルタ、モーガン・フリーマンなど。リチャード・サルヴァトーレの小説『The Poison Rose』を原作にしている。
アメリカ合衆国では2019年5月24日にライオンズゲート配給で劇場公開された。日本では「のむコレ3」の上映作品の一つとして2019年11月23日に劇場公開された。2019年12月にDVDが発売。収録された吹替版は長年モーガンの声を担当してきた坂口芳貞の遺作となった。

## ストーリー
1978年。アメフトのスター選手だった過去を持つ私立探偵カーソンは、とある依頼を受けて故郷であるガルベストンへ戻ってきた。依頼された調査を進める中、久しぶりに旧友との再会を果たすカーソン。旧友の中には大物ブローカーとなり裏で町を牛耳っているドクの姿もあった。
カーソンがガルベストンに戻ってから数日後、地元のアメフトのスター選手が試合中に不審な死を遂げる。その選手の妻ベッキーに疑いの目が向けられる中、ベッキーの母でありカーソンの元恋人でもあるジェインは、カーソンに娘の疑いを晴らしてほしいと依頼する。こうして事件の真相を探ることになったカーソンは、裏でドクが糸を引いていることを知り、ベッキーを守るためドク率いる犯罪組織との戦いに挑む。

## キャスト
※括弧内は日本語吹替
- カーソン・フィリップス: ジョン・トラボルタ（藤真秀） - ロサンゼルスの私立探偵。アメフトの選手だった過去を持つ。
- ドク: モーガン・フリーマン（坂口芳貞） - 街を牛耳っている大物ブローカー。
- マイルズ・ミッチェル: ブレンダン・フレイザー（松尾一心） - 医師。
- ジェイン・ハント: ファムケ・ヤンセン（有賀由樹子） - カーソンのかつての恋人。
- ベッキー・ハント: エラ・ブルー・トラボルタ（佳穂成美） - ジェインの娘。
- ビング・ウォルシュ保安官: ロバート・パトリック - ドクの手下。
- スライド・オルセン: ピーター・ストーメア
- ローズ: カット・グレアム - ドクの娘。クラブ経営。歌手。
- ニック・ザ・ジャイアント: ニック・ヴァレロンガ

## 作品の評価
Rotten Tomatoesによれば、6件の評論のうち、高く評価しているものはなく、平均して10点満点中3.35点を得ている。
Metacriticによれば、4件の評論のうち、高評価はなく、賛否混在は1件、低評価は3件で、平均して100点満点中30点を得ている。